# Charles W. Morgan
Charles W. Morgan är ett amerikanskt valfångstfartyg som sjösattes år  1841 i New Bedford i Massachusetts i USA. Hon är det enda kvarvarande av en flotta på mer än 2 700 segelfartyg som drev valfångst och är idag museifartyg i Mystic Seaport i Connecticut.
Fartyget, som uppkallades efter sin ägare Charles W. Morgan, sjösattes  21 juli 1841 från Jethro & Zachariah Hillmans varv i New Bedford. Hon var fullriggare och en ganska typisk valfångare från New England med en längd på 51,5 meter inklusive bogspröt, längd över däck på 35,4 meter, största bredd på 8,45 meter och en dräktighet på 314 bruttoton. Fram till 1887 gjorde Charles W. Morgan elva resor till Stilla havet, en till Atlanten och en till Indiska oceanen.

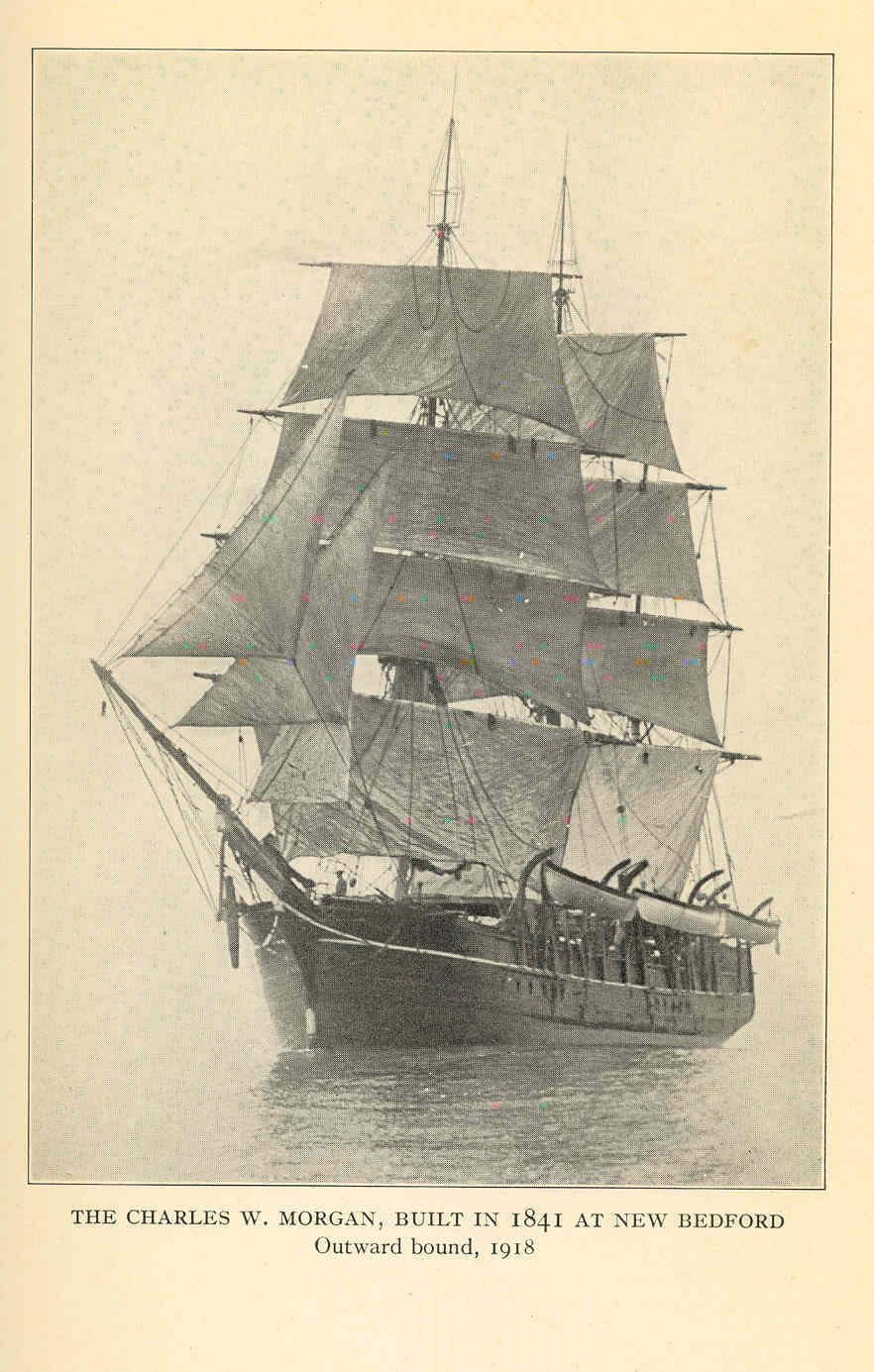
Charles W. Morgan, 1918.

Då valindustrin i New England var  på tillbakagång flyttades fartyget i stället till San Francisco,  varifrån hon gjorde elva valfångstresor i Stilla havet ända till Japanska havet och Ochotska havet. År 1906 återvände hon till New Bedford och gjorde ytterligare sju resor innan hon lades upp i Fair Haven i Massachusetts år 1921. 
I november 1941 bogserades Charles W. Morgan till Mystic Seaport där hon har legat sen dess. År 1966 utsågs fartyget till National Historic Landmark och ett större renoveringsarbete påbörjades. Man beslöt att rigga om henne till bark med dubbla toppsegel, en rigg som hon hade under slutet av sin valfångstkarriär från 1867. I november 2008 lades hon på varv för reparationer och sjösattes åter den 21 juli 2013.
Den 17 maj 2014 lämnade Charles W. Morgan, efter fem års renovering och anpassning till moderna regler, Mystic Seaport för en tre månaders resa till hamnar i New England. Ombord var, förutom den ordinarie besättningen, 80 personer med olika bakgrund. De besökte bland annat  New London, Newport, New Bedford och Boston samt deltog i firandet av Cape Cod-kanalens hundraårsjubileum. Charles W. Morgan  återvände till Mystic Seaport den 6 augusti 2014 och återupptog sin tillvaro som museifartyg.